# 三田国際ビル
三田国際ビル（みたこくさいビル）は、東京都港区三田一丁目に存在する賃貸ビル。建物には、三田国際ビルヂングと表記されている。

## 歴史
敷地は江戸時代は有馬中務家拝領本屋敷、明治以降は陸軍工廠が存在し、その後長らく空き地となっていたが、大正時代に済生会が建設され、昭和40年代まで東京都済生会中央病院および三田警察署が位置していた。その後、済生会中央病院立て替え費用捻出のために三菱地所に売却される。
済生会中央病院跡に建築主を三菱地所、恩賜財団済生会として1975年6月24日に竣工した。地上26階、塔屋2階、地下3階で敷地面積は20,750m2、建物高さは最高部117.48m、軒高112.06m 延床面積 111,658m2である。特定街区指定。済生会の本部のほか、パプアニューギニア大使館、慶應イノベーション・イニシアティブ、そしてNECグループの各企業が数多く入居している。
竣工時には最新の設備を誇るオフィスビルであったが、設備面およびインテリア面において老朽化が指摘されたため、2006年12月からリフォームが実施された。

## ロケ地
三田国際ビルの前の通り（桜田通り）は正面に東京タワーを臨める場所であることや、同ビルの前の歩道に十分な空間があることなどから、テレビドラマのシーンなど頻繁に登場している。
テレビ朝日で放映された特捜最前線の特命捜査課があると設定された初代のビル外観に使われたことがある。ちなみに二代目ビルは渋谷区（渋谷駅東口）にある渋谷クロスタワー（当時の東邦生命ビル）である。

## 交通アクセス
- 都営地下鉄大江戸線：赤羽橋駅より徒歩3分
- 都営地下鉄三田線：芝公園駅より徒歩7分
- 都営地下鉄三田線・浅草線:三田駅より徒歩12分
- JR山手線・京浜東北線：田町駅徒歩10分

出典:三田国際ビル アクセス